# مینو مشیری
مینو مشیری (تهران) مترجم، نویسنده و پژوهشگر ادبی اهل ایران است.

## زندگی
مشیری تحصیلات ابتدایی را در مدرسهٔ ژاندارک و تحصیلات متوسطه و دانشگاهی را در انگلستان گذراند و دارای فوق‌لیسانس در زبان و ادبیات فرانسه و فوق‌لیسانس در زبان و ادبیات انگلیسی از دانشگاه اکستر است
او پس از بازگشت به ایران به ترجمهٔ کتاب‌های ادبی و تألیف و ترجمهٔ مقاله‌های گوناگون و همکاری با نشریات پرداخت.
مینو مشیری که طنزنویس هم هست در سال ۱۳۸۴ جایزهٔ اول طنز جشنوارهٔ مطبوعات را کسب کرد.
او در مقام روزنامه‌نگار و منتقد فیلم در سال ۲۰۰۶ در جشنوارهٔ بین‌المللی فیلم لوکارنو در سوئیس عضو هیئت داوران در بخش هفتهٔ منتقدان بود. همچنین در سال ۲۰۱۰ عضو هیئت داوران فیپرشی (فدراسیون بین‌المللی منتقدان سینمایی) در جشنواره بین‌المللی فیلم تسالونیکی در یونان، در سال ۲۰۱۱ عضو هیئت داوران فیپرشی در جشنواره بین‌المللی فیلم مستند در تسالونیکی، و عضو هیئت داوران فیپرشی در جشنواره بین‌المللی لوکارنو در سویس در سال ۲۰۱۳ بود.
ترجمهٔ او از رمان کوری اثر ژوزه ساراماگو، برندهٔ جایزهٔ نوبل، تاکنون به چاپ بیست و پنجم (۱۴۰۰) رسیده‌است.
مشیری در سال ۲۰۱۷ موفق به دریافت نشان شوالیه هنر و ادب از جمهوری فرانسه گردید.

## ترجمه

### از انگلیسی و فرانسه به فارسی
- داستان دو شهر، چارلز دیکنز، تهران: بنگاه ترجمه و نشر کتاب‏‫، ۱۳۵۰.‬
- هدا گابلر، هنریک ایبسن، تهران: ب‍ن‍گ‍اه‌ ت‍رج‍م‍ه‌ و ن‍ش‍ر ک‍ت‍اب‌‏‫، ۱۳۵۱.‬
- گوستاو فلوبر، ل‍ن‍ارد ج‍ی‌. دی‍وی‍س‌، ت‍ه‍ران‌: ن‍ش‍ر ن‍ش‍ان‍ه‌: دف‍ت‍ر وی‍راس‍ت‍ه‌‏‫، ۱۳۷۲.‬‬
- گابریل گارسیا مارکز، ج‍ورج‌ آر. م‍ک‌م‍اری‌، ت‍ه‍ران‌: ک‍ه‍ک‍ش‍ان‌: دف‍ت‍ر وی‍راس‍ت‍ه‌‏‫ ، ۱۳۷۳.‬‬
- ن‍گ‍اه‍ی‌ دی‍گ‍ر ب‍ر اوژن‍ی‌ گ‍ران‍ده‌ و ب‍اب‍اگ‍وری‍و اون‍وره‌ دو ب‍ال‍زاک‌، ل‍س‍ل‍ی‌ ا. ش‍پ‍ارد، ت‍ه‍ران‌: وزارت فرهنگ و ارشاد اسلامی، ۱۳۷۳.‬‬
- ع‍ص‍ر بی‌گناهی، ایدیث وارت‍ن‌، ت‍ه‍ران‌: ن‍ش‍ر ف‍اخ‍ت‍ه‌، ۱۳۷۳؛ تجدیدچاپ: تهران: نشر وال، ۱۴۰۰.
- الکساندر سولژنیتسین، ال‍ک‍س‍ی‍س‌ ک‍ل‍ی‍م‍وف‌، ت‍ه‍ران‌: ک‍ه‍ک‍ش‍ان‌: دف‍ت‍ر وی‍راس‍ت‍ه‌، ۱۳۷۵.
- کوری، ژوزه ساراماگو، ت‍ه‍ران‌: ع‍ل‍م‌‏‫، ۱۳۷۸ (چاپ بیست‌و ششم).
- جرج برنارد شاو، م‍ارج‍ری‌ ام‌. م‍ورگ‍ان‌، ت‍ه‍ران‌: ت‍ج‍رب‍ه‌، ۱۳۸۰.
- زن‍دگ‍ی‌ و زم‍ان‍ه‌ م‍ای‍ک‍ل‌ ک، ج‍ی‌. ام‌. ک‍وت‍س‍ی‍ا، ت‍ه‍ران‌: نشر نو، ۱۳۸۳.‬
- ژاک قضا و قدری و اربابش، دٌنی دیدرو، تهران: نشر نو‏‫، ۱۳۸۶ (چاپ یازدهم).‬‬
- آدلف، بنژامن کنستان، تهران‏‫: نشر ثالث‬‏‫، ‏‫۱۳۸۸ (چاپ شانزدهم).‬‬‬
- درون و ناخوانده (دو نمایشنامه تک‌پرده‌ای)، موریس ماترلنیک، ‏‫‏‏تهران: نشر و پژوهش فرزان روز‏‫، ‏‫‏‏۱۳۸۸.‬
- نوت بوک، ژوزه ساراماگو، تهران: ثالث‏‫، ۱۳۹۰.‬
- پی‌یر و لوسی، رومن رولان، تهران: نشر نو‏‫، ‏‫۱۳۹۳.‬‬
- برادرزادۀ رامو، دُنی دیدرو، تهران: نشر چشمه‏‫، ۱۳۹۵.‏‮‬
- خاکستر گرم، شاندور مارانی، تهران: ثالث‏‫، ۱۳۹۶ (چاپ ششم). ‬
- النی: جنگی بی‌رحمانه عشق...، نیکولاس گیج،  تهران: علمی و فرهنگی‏‫، ۱۳۹۷.‬
- شمع‌های شبانگاه (اقتباسی از نمایشنامه «خاکستر گرم» شاندرو مارانی)، ژولت پوژگای، تهران: ثالث، ‏‫‬‏۱۳۹۸.
- بی‌احساس (داستان کوتاه)، مارسل پروست، تهران: وال‏‫، ۱۳۹۹.‬

### از فارسی به انگلیسی و فرانسه
مینو مشیری فعالیت گسترده‌ای در زمینه ترجمهٔ فیلم‌نامه و آثار سینمایی از فارسی به فرانسوی و انگلیسی داشته‌است و تاکنون آثاری از داریوش مهرجویی، بهرام بیضایی، ناصر تقوایی، عباس کیارستمی، رخشان بنی‌اعتماد، محسن مخملباف، کیومرث پوراحمد، ابوالفضل جلیلی و مجید مجیدی را به انگلیسی یا فرانسوی ترجمه کرده‌است. برخی از این آثار عبارت‌اند از:
- چند داستان کوتاه از عباس کیارستمی.
- فیلم‌نامه بمانی، داریوش مهرجویی.
- فیلم‌نامه مهمان مامان، داریوش مهرجویی.
- فیلم‌نامه‌های سلام سینما، مهاراجه، روزی که زن شدم و سیب، محسن مخملباف.
- رمان باغ بلور، محسن مخملباف.
- آقای بازیگر، (زندگی عزت‌الله انتظامی به قلم هوشنگ گلمکانی)
- اگر عمر دوباره داشتم  (مجموعه مقالات)  ۱۴۰۱

## همکاری با مطبوعات
- آدینه
- دنیای سخن
- جامعه سالم
- تکاپو
- گرودن
- کلک
- بخارا
- نگاه نو
- ایران نیوز (انگلیسی)
- اطلاعات
- اطلاعات بین‌الملل (انگلیسی و فارسی)
- فصلنامهٔ مترجم
- ماهنامهٔ فیلم
- فیلم اینترنشنال (انگلیسی)
- نقد و بررسی کتاب فرزان
- سمرقند
- ماه‌نامه گل‌آقا

## جوایز و سایر فعالیت‌ها
- ۱۳۸۴ - کسب رتبهٔ اول طنز در دومین جشنوارهٔ مطبوعات در حوزهٔ شهری.[۲]
- ۲۰۰۵ - داور پنجاه و هشتمین جشنواره بین‌المللی فیلم لوکارنو.[۴]
- ۲۰۱۰ - داور فیپرشی پنجاه و یکمین جشنواره بین‌المللی فیلم تسالونیکی.[۵]
- ۲۰۱۱ - داور فیپرشی در جشنواره بین‌المللی فیلم مستند تسالونیکی.
- ۲۰۱۳ - داور فیپرشی در جشنواره بین‌المللی فیلم لوکارنو.
- ۲۰۱۷ - نشان شوالیه هنر و ادب از جمهوری فرانسه.